# Isla de la Juventud
Isla de la Juventud (phát âm tiếng Tây Ban Nha: [ˈihla ðe la huβenˈtuð]) hay Đảo Thanh niên là đảo lớn thứ hai của Cuba và là đảo lớn thứ bảy tại Vùng Caribe (sau Cuba, Hispaniola, Jamaica, Puerto Rico, Trinidad và Andros). Hòn đảo này có diện tích 3056 km² (1180 dặm vuông) và cách 100 km về phía nam của hòn đảo chính Cuba, thuộc Vịnh Batabanó. Hòn đảo này nằm gần như chính diện về phía nam của La Habana và Pinar del Río. Do dân số hạn chế và lý do kinh tế, đảo được coi là một khu tự quản, không phải là một phần của tỉnh nào. Đảo được quản lý trực tiếp từ chính phủ Trung ương Cuba. Trước đây, hòn đảo được gọi là Đảo Thông (Isla de Pinos) cho đến khi được đổi tên vào năm 1978.
Là một trong số 350 hòn đảo trong quần đảo Canarreos, đảo có dân số ước tính khoảng 100.000 người. Thành phố lớn nhất và thủ phủ là Nueva Gerona ở phía bắc, và lớn thứ hai và lâu đời nhất là thành phố Santa Fe ở phía trong đảo. các đô thị khác bao gồm Columbia, Mac Kinley, Santa Bárbara, Cuchilla Alta, Punta del Este, Sierra de Caballos và Sierra de Casas.